# Rumex popovii
Rumex popovii là một loài thực vật có hoa trong họ Rau răm. Loài này được Pachom. miêu tả khoa học đầu tiên năm 1967.